# Суджанагар (подокруг)
Суджанагар (бенг. সুজানগর, англ. Sujanagar) — подокруг на северо-западе Бангладеш. Входит в состав округа Пабна. Образован в 1872 году. Административный центр — город Суджанагар. Площадь подокруга — 334,40 км². По данным переписи 1991 года численность населения подокруга составляла 214 132 человека. Плотность населения равнялась 640 чел. на 1 км². Уровень грамотности населения составлял 26,7 %. Религиозный состав: мусульмане — 94,30 %, индуисты — 5,68 %, прочие — 0,02 %.